# کالین هیگینس
کالین هیگینس (انگلیسی: Colin Higgins؛ ۲۸ ژوئیهٔ ۱۹۴۱ – ۵ اوت ۱۹۸۸) کارگردان و فیلم‌نامه‌نویس اهل استرالیا بود. وی بین سال‌های ۱۹۷۱ تا ۱۹۸۷ میلادی فعالیت می‌کرد.
از فیلم‌هایی که وی در آن نقش داشته است، می‌توان به نه تا پنج اشاره کرد.